# Eurocard German Open 2002
Eurocard German Open 2002 - жіночий тенісний турнір, що тривав з 6 до 12 травня 2002 року. Належав до турнірів 1-ї категорії в рамках Туру WTA 2002. Відбувся в Rot-Weiss Tennis Club у Берліні (Німеччина). Загальний призовий фонд турніру становив 1,224 тис. доларів США. П'ята сіяна Жустін Енен здобула титул в одиночному розряді й отримала 182 тис. доларів США.

## Фінальна частина

### Одиночний розряд
Жустін Енен —  Серена Вільямс, 6–2, 1–6, 7–6(7–5)
- Для Енен це був 1-й титул Tier I за сезон.

### Парний розряд
Олена Дементьєва /  Жанетта Гусарова —  Даніела Гантухова /  Аранча Санчес Вікаріо, 0–6, 7–6(7–3), 6–2

## Розподіл призових грошей
| Дисципліна       | П        | Ф       | ПФ      | ЧФ      | 1/8     | 1/16   | 1/32   |
| Одиночний розряд | $182,000 | $92,500 | $47,000 | $24,600 | $12,000 | $6,200 | $3,125 |